# Armand Maillard

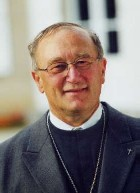
Erzbischof Armand Maillard

Armand Maillard (* 18. Juni 1943 in Offroicourt, Département Vosges, Frankreich) ist ein französischer Geistlicher und emeritierter römisch-katholischer Erzbischof von Bourges.

## Leben
Armand Maillard empfing am 3. Juli 1965 die Priesterweihe.
Papst Johannes Paul II. ernannte ihn am 2. August 1996 zum Bischof von Laval. Die Bischofsweihe spendete ihm der Erzbischof von Aix-Arles-Embrun, Louis-Marie Billé, am 5. Oktober desselben Jahres; Mitkonsekratoren waren Paul-Marie Guillaume, Bischof von Saint-Dié, und Jean Vilnet, Bischof von Lille. Als Wahlspruch wählte er Afin qu’ils aient la vie en abondance („Damit sie das Leben in Fülle haben“).
Am 11. September 2007 ernannte ihn Papst Benedikt XVI. zum Erzbischof von Bourges. Die feierliche Amtseinführung (Inthronisation) am 14. Oktober desselben Jahres. Papst Franziskus nahm am 25. Juli 2018 seinen altersbedingten Rücktritt an.